# Données ouvertes en Tunisie

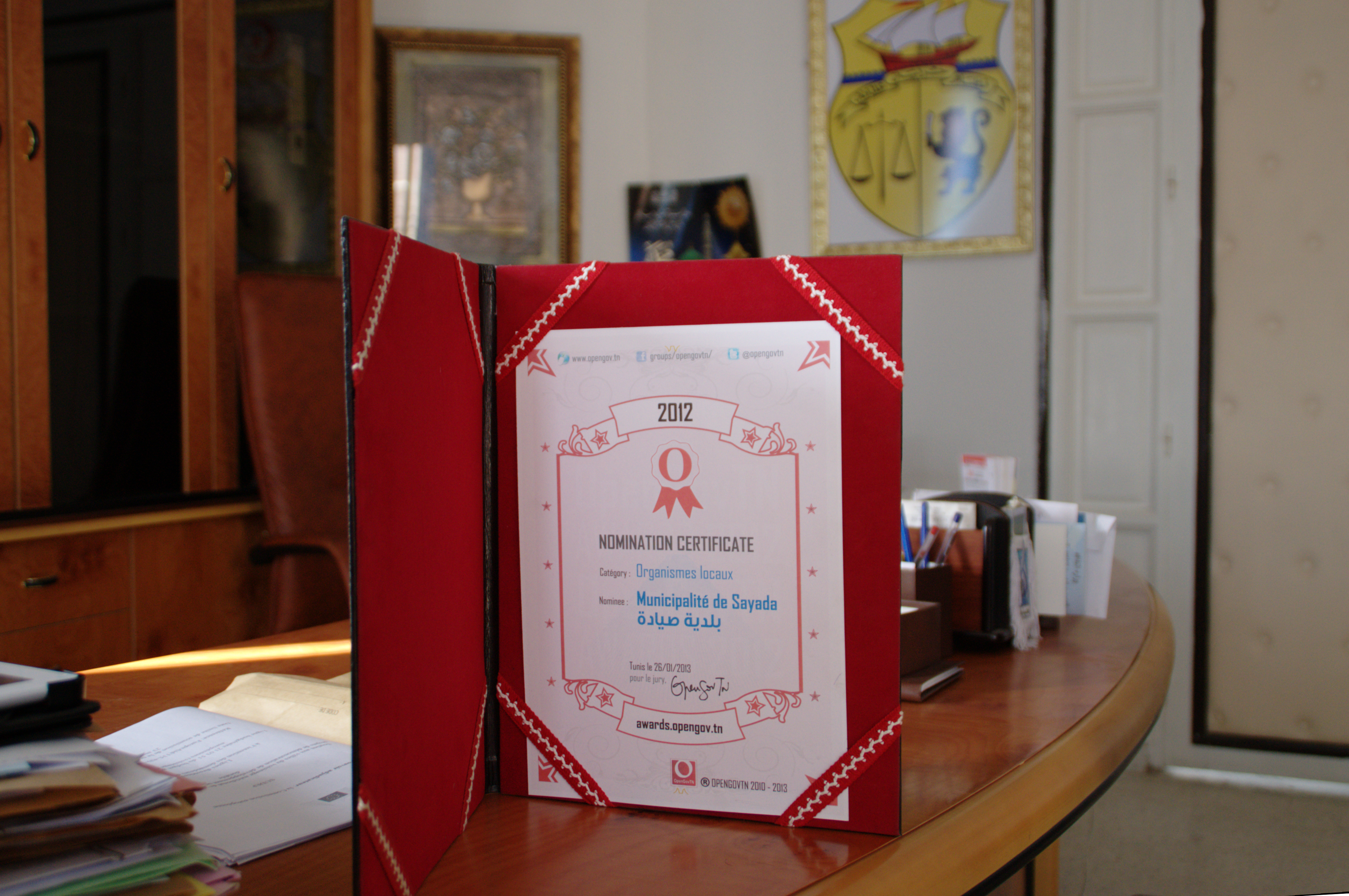
Certificat de lOpenGov Award attribué à la délégation spéciale de Sayada en 2012.

Les données ouvertes en Tunisie permettent aux services de l'administration centrale et régionale de l'État, aux collectivités locales et aux établissements et entreprises publics de rendre certaines données publiques.

## Cadre législatif

### Texte fondateur
Les données ouvertes en Tunisie sont régies par le décret-loi no2011-41 du 26 mai 2011 relatif à l'accès aux documents administratifs des organismes publics.
D'après les articles 4 et 6, un organisme public doit, sous réserve des dispositions du décret-loi, publier régulièrement, sous une forme facilement accessible au public et si besoin mis à jour au moins une fois par an les éléments suivants :
- toute information sur sa structure organisationnelle, ses fonctions et tâches ainsi que ses politiques ;
- les décisions importantes et politiques qui touchent le public ;
- la procédure suivie lors du processus décisionnel et du processus de contrôle ;
- un annuaire des employés et de leurs tâches ;
- un annuaire regroupant les noms, coordonnées et autres informations pertinentes concernant les agents de l'information de l'organisme public concerné ;
- les règlements et manuels détenus par l'organisme public concerné ou utilisés par ses employés pour l'exécution de leurs fonctions ;
- le descriptif des services et programmes offerts au public et leurs bilans ;
- des informations sur les programmes gouvernementaux, y compris les indicateurs de performance et les résultats des appels d'offres publics importants ;
- un descriptif des documents disponibles par voie électronique ;
- un guide pour aider les usagers de l'administration dans la procédure de demande de documents administratifs.

Dans l'article 5, on ajoute pour les organismes compétents la publication régulière des points suivants :
- les informations statistiques économiques et sociales, y compris les comptes nationaux et enquêtes statistiques désagrégées ;
- toute information sur les finances publiques, y compris les informations macroéconomiques, les informations sur la dette publique et sur les actifs et passifs de l'État, les prévisions et informations sur les dépenses à moyen terme, toute information sur l'évaluation des dépenses et de la gestion des finances publiques et les informations détaillées sur le budget, aux niveaux central, régional et local ;
- les informations disponibles sur les services et programmes sociaux.

### Autres textes réglementaires
- Décret-loi no2011-54 du 11 juin 2011[2] modifiant et complétant le décret-loi no2011-41 du 26 mai 2011[3] ;
- Circulaire d'application du chef du gouvernement no25 du 5 mai 2012[4] ;
- Loi organique no2016-22 du 24 mars 2016 relative au droit d'accès à l'information[5] ;
- Article 32 de la Constitution stipulant que « l'État garantit le droit à l'information et le droit d'accès à l'information »[6].

### Tendance générale
De manière générale, le cadre législatif tunisien permet la mise à disposition des données tant que ces dernières ne sont pas préjudiciables (article 17 et 18 du décret-loi no2011-41 modifié et complété par le décret-loi no2011-54). On peut donc citer dans les données non publiables :
- les données qui touchent à la sécurité ou la défense nationale (article 17 du décret-loi no2011-41) ;
- les données à caractère personnel[7], sauf dans le cas où on utilise des techniques d'anonymisation.

#### Techniques d'anonymisation
L'anonymisation peut être définie comme l'opération de suppression de l'ensemble des informations permettant d'identifier directement ou indirectement un individu, contenues dans un document ou une base de données. En Tunisie, il est courant de cacher l'identité d'un individu en utilisant l'identifiant « Foulen Ben Foulen », ce qui permet d'offrir l'équivalent de « Monsieur X » ou « Monsieur Durand » utilisé en France ou encore du John Doe utilisé dans les pays anglophones.

#### Exceptions au refus de publication des données
L'article 18 du décret-loi no2011-41 modifié et complété par le décret-loi no2011-54 stipule que le refus de communiquer une donnée tel qu'il est décrit dans l'article 17 du même décret ne s'applique pas :
- aux documents tombant dans le domaine public sous réserve de la législation en vigueur et notamment la loi relative aux archives ;
- aux documents dont la divulgation est nécessaire en vue d'exposer, d'enquêter ou de poursuivre de graves violations des droits de l'homme ou des crimes de guerre ;
- lorsque l'intérêt public général l'emporte sur l'intérêt protégé, en raison d'une menace grave pour la santé, la sécurité ou l'environnement, du risque d'un acte criminel, de corruption ou de mauvaise gestion dans le secteur public.

## Constats

### Confusion entre l'accès à l'information et l'ouverture des données
La législation tunisienne inclut dans le même cadre d'ouverture des données :
- le cadre légal du droit des citoyens à demander l'ouverture de certaines données (accès aux documents administratifs) ;
- le cadre légal de la publication des données en ligne sans pour autant y joindre un décret ou une circulaire explicatif sur la façon de publier ces données.

Il semblerait que ce regroupement semble ralentir les initiatives d'ouverture des données puisqu'on constate que plusieurs entités publiques ont une page dénommée open data dédiée à la demande d'accès aux documents administratifs sans pour autant publier des données exploitables,.

### Initiatives d'ouverture des données isolées
D'autres entités, au contraire, ont lancé une initiative de données ouvertes suivant les dix principes d'ouverture des données de la Sunlight Foundation. Ces initiatives d'ouverture de données, peu nombreuses, ont l'avantage d'être conformes aux dix principes d'ouvertures tout en atteignant le niveau 4 sur l'échelle de qualité des données ouvertes de Tim Berners-Lee. Le niveau 5 demande que les données soit liées entre elles, ce qui permettrait par exemple d'avoir, pour les données d'une ville tunisienne, une donnée liée à la description de ladite ville sur un autre site (ce qui permettrait d'éviter les redondances), ou encore d'obtenir la température de cette ville en récupérant les données mises en ligne par l'Institut national de la météorologie.
On constate, dans ce cas de figure, l'absence d'une plateforme unificatrice (interopérable) comme en France, aux États-Unis ou au Royaume-Uni, qui offrirait aux citoyens, aux applications et aux données un point d'accès unique à l'ensemble des données de la Tunisie.

### Portail des données ouvertes en Tunisie
La coordination et la mise en œuvre de la politique de l'État dans le cadre de l'ouverture des données sont réalisées par l'unité de l'administration électronique, vu l'absence d'un organisme de soutien technique à l'ouverture et à la réutilisation des données. C'est dans ce sens et à la suite de son engagement lors de son adhésion au Partenariat pour un gouvernement ouvert en janvier 2014 que la Tunisie s'est engagé à mettre en place un portail de données ouvertes (cinquième engagement) qui remplacera le portail existant.
Cette plateforme permettra :
- d'offrir un socle de publication aux entités administratives n'ayant pas d'initiative propre ;
- d'interconnecter les initiatives de données ouvertes publiques déjà présentes et qui sont aux normes soit :
  - la publication d'un catalogue RDF ;
  - la mise à disposition d'une API ;
  - l'adoption du dictionnaire de définition des données DCAT ;
  - la possibilité d'ajout d'un accès de requêtes SPARQL.

On notera que certaines entités ont lancé une plateforme répondant à tous ces critères en se basant, à l'instar du Royaume-Uni, de la France ou des États-Unis, sur la plateforme CKAN.

## Classements internationaux

### Open Data Index
En 2013, l’Open Knowledge Foundation a créé l’Open Data Index qui permet de comparer les pays en matière d'ouverture de données. Le fonctionnement interne de cette classification s'opère via des contributeurs (soumissionnaires et examinateurs).
La Tunisie se classe 86e en 2015 alors qu'elle était 66e en 2014 et 52e en 2013.
La classification de l'Open Data Index se basant sur une méthodologie définie, la Tunisie semble avoir reculé à la suite :
- d'un ajout de critères non pris en compte dans la méthodologie précédemment utilisée ;
- du manque de renseignements fournis ou encore la non prise en compte de cette méthodologie dans les initiatives en cours (9 URLs sur 13 n'ont pas été fournies en 2015) ;
- d'une augmentation du nombre de pays pris en compte dans ce classement (60 en 2013[22], 97 en 2014[23] et 122 en 2015[24]).

### Open Data Barometer
L’Open Data Barometer est un projet de la World Wide Web Foundation. Le fonctionnement de ce classement se fait par un appel en ligne aux chercheurs désirant participer. À ce classement, la Tunisie se place au 50e rang en 2013 avant d'atteindre la 45e place en 2014 et la 39e place en 2015.

### Open Data Inventory
L’Open Data Inventory est un projet d’Open Data Watch. En 2015, seuls 125 pays sont pris en compte. À ce classement, la Tunisie se place au 14e rang.

## Organisations de promotion des données ouvertes
- OpenGovTN : mouvement qui a vu le jour après la révolution de 2011 et qui milite pour l'application de la gouvernance ouverte et l'ouverture des données ;
- Touensa : association qui met en ligne un portail (Marsoum 41) qui permet aux citoyens de déposer des demandes d'ouverture des données[29] ;
- Al Bawsala : association qui milite pour l'ouverture des données au sein de l'assemblée constituante[30] ;
- CLibre : association qui milite pour l'ouverture des données au niveau des collectivités locales.

## Liste des initiatives d'ouverture des données
| Propriétaire des données et URL du projet                              | Licence                                                                   | Plateforme  | Données brutes (non altérées et accessibles via une URL) ou visualisation des données | Compatible DCAT | Point d'accès/SPARQL/Présence d'une API | Formats                           | Thématiques | Date d'ouverture |
| ---------------------------------------------------------------------- | ------------------------------------------------------------------------- | ----------- | ------------------------------------------------------------------------------------- | --------------- | --------------------------------------- | --------------------------------- | --- | ---------------- |
| Présidence du gouvernement                                             | Licence ouverte sans utilisation commerciale compatible avec CC-BY-NC 2.0 | Joomla!     | Oui                                                                                   | Non             | Aucun                                   |                                   | | août 2012        |
| Ministère de l'Intérieur,                                              | CC-BY                                                                     | Spécifique  | Oui et Viz                                                                            | Non             | Aucun                                   | JSON, XML, CSV                    | Ministère, activités régionales, municipales et sécuritaires, sécurité routière, protection et aide, démarches administratives, formation                         | mai 2013         |
| Ministère de l'Intérieur,                                              | CC-BY                                                                     | CKAN        | Oui et Viz                                                                            | Oui             | API                                     |                                   | Ministère, activités sécuritaires, sécurité routière, protection et aide, démarches administratives, formation                                                    | décembre 2016    |
| Ministère des Finances                                                 | N/C                                                                       | Spécifique  | Viz                                                                                   | Non             | Aucun                                   | XLSX                              | Budget ouvert de la Tunisie | décembre 2015    |
| Ministère des Affaires culturelles                                     | N/C                                                                       | Joomla!     | Oui                                                                                   | Non             | Aucun                                   | CSV                               | Livres, patrimoine, arts audiovisuels et scéniques, musique et danse, arts plastiques, action culturelle, manifestations et festivals, culture par région, budget | juin 2016        |
| Ministère de l'Industrie                                               | Licence ouverte compatible avec CC-BY                                     | CKAN        | Oui et Viz                                                                            | Oui             | API                                     | JSON, GeoJSON, ODF, XLS, XML, CSV | Secteurs de l'industrie, de l'énergie et des mines | juin 2015        |
| Institut national de la statistique                                    |                                                                           | Prognoz     | Viz                                                                                   | Non             | N/C                                     | XML                               | Statistiques générales | 2015             |
| Municipalité de Sayada                                                 | CC-BY                                                                     | Drupal/DKAN |                                                                                       | Oui             |                                         | CSV, ODF, XLS                     | | mars 2012,       |
| Al Bawsala,                                                            | N/C                                                                       | Spécifique  | Viz                                                                                   | Non             | Aucun                                   |                                   | Données et infographies relatives à l'activité des municipalités                                                                                                  | janvier 2014     |
| Al Bawsala,                                                            | N/C                                                                       | Spécifique  | Viz                                                                                   | Non             | Aucun                                   | XLSX                              | Données et infographies relatives au budget de l'État | janvier 2014     |
| Al Bawsala,                                                            | N/C                                                                       | Spécifique  | Viz                                                                                   | Non             | Aucun                                   |                                   | Données, informations et infographies relatives aux activités des élus                                                                                            | janvier 2014     |
| Mourakiboun                                                            | N/C                                                                       | N/C         | Viz                                                                                   | Non             | Aucun                                   | CSV                               | Élections | 2012             |
| Ministère de l'Agriculture, de la Pêche et des Ressources hydrauliques | Licence ouverte compatible avec CC-BY                                     | CKAN        | Oui et Viz                                                                            | Oui             | API                                     | XLSX, CSV, GeoJSON                | Secteurs de l'agriculture, de la pêche et des ressources hydrauliques                                                                                             | juillet 2018     |

Légende :
- N/C : Non communiqué
- Viz : Visualisation de données (données brutes modifiées pour fournir une visualisation graphique)

### Plateformes de données ouvertes en Tunisie
Les entités tunisiennes utilisent des types de plateformes divers et variés, aucune instruction ne semblant diriger l'utilisation d'une plateforme particulière. Dans le cas de l'Institut national de la statistique, leur portail de données ouvertes a été réalisé en partenariat avec la Banque africaine de développement qui, comme le Fonds monétaire international, l'Organisation de coopération et de développement économiques ou la Commission européenne, s'oriente vers la solution propriétaire Prognoz. Pour le reste, on assiste à du développement spécifique, qui ne garantit pas toujours les dix principes d'ouverture des données, ou à l'utilisation de plateformes open source leaders dans les données ouvertes, à savoir CKAN ou DKAN.

#### CKAN
CKAN est une plateforme open source dédiée à l'ouverture des données à base du langage Python, du SGBD PostgreSQL et du framework Pylon/Pyramid soutenu et développé par l'Open Knowledge Foundation. CKAN offre, via son catalogue en ligne et sous forme de plugin, quasiment toutes les fonctionnalités nécessaires et relatives à l'ouverture des données (support du format DCAT, mise en place d'un point d'accès SPARQL, export des données vers des formats propriétaires, évaluation automatique de la qualité des données conformément au classement de Berners-Lee, etc.). Les entités utilisatrices peuvent très facilement coupler CKAN à n'importe quel système de gestion de contenu ou portail spécifique (cas du ministère de l'Industrie et du Commerce). Sa force réside dans son interopérabilité et sa facilité à moissonner des données tierces (fonction de harvesting), permettant ainsi de centraliser les données de plusieurs plateformes CKAN sur une seule plateforme fédératrice (cas de la France ou du Royaume-Uni), mais aussi dans sa fonctionnalité de stockage de données qui permet de :
- stocker n'importe quel jeux de données via un fichier ou un lien ;
- visualiser ces jeux de données sous différents formats ;
- effectuer une recherche dans ces données ;
- obtenir une API JSON d'accès à ces données.

Ainsi, même si une entité publie ses données via un fichier de type XLSX, l'utilisateur peut y accéder aussi facilement que si la donnée était dans un format ouvert.
En Tunisie, la plateforme CKAN est utilisée par les ministères de l'Industrie et du Commerce, de l'Intérieur et de l'Agriculture.

#### DKAN
DKAN est également une plateforme open source destinée à l'ouverture des données à base de PHP/MySQL et bâtie sur le système de gestion de contenu Drupal 7. Elle est aussi soutenue par l'Open Knowledge Foundation puisqu'elle compatible avec CKAN, la différence étant que CKAN intègre les données dans un système de gestion de contenu pour disposer des fonctionnalités de base sur les données (comme par exemple le contrôle d'accès, la possibilité d'ajouter de nouveaux types de contenu ou encore de greffer des mots clés ou tags supplémentaires). On retrouve donc les API d'accès, le stockage de données et toutes les principales fonctionnalités de CKAN.
Le souci est qu'avec l'arrivée de Drupal 8, qui ne propose pas de compatibilité descendante vu la réécriture de son cœur à base du framework Symfony 2, l'utilisation de DKAN contraint l'entité intéressée à utiliser une version de Drupal qui n'est pas la plus récente et qui, bien qu'aucun annonce officielle ne soit publiée, risque plus rapidement que la version en cours de ne plus être supportée (date à laquelle plus aucune mise à jour du cœur ou de la sécurité ne sera proposée).
La plateforme DKAN est pour l'instant utilisée par la municipalité de Sayada pour sa plateforme de données ouvertes.

### Licences
Les licences d'ouverture des données si elles existent sont principalement compatibles avec la licence CC-BY, seule la Présidence du gouvernement imposant une autorisation pour un usage commercial.